# Fatikchhari
Fatikchhari är ett underdistrikt i Bangladesh. Det ligger i den sydöstra delen av landet, 170 km sydost om huvudstaden Dhaka.
I omgivningarna runt Fatikchhari växer huvudsakligen savannskog. Runt Fatikchhari är det tätbefolkat, med 790 invånare per kvadratkilometer. Tropiskt monsunklimat råder i trakten. 